# Phẫu thuật thẩm mỹ
Phẫu thuật thẩm mỹ là một chuyên ngành phẫu thuật liên quan đến việc phục hồi, tái thiết hoặc thay đổi cơ thể con người. Nó có thể được chia thành hai loại. Đầu tiên là phẫu thuật tạo hình bao gồm phẫu thuật sọ não, phẫu thuật tay, phẫu thuật vi phẫu và điều trị bỏng. Loại thứ hai là phẫu thuật thẩm mỹ. Trong khi phẫu thuật tạo hình nhằm mục đích tái cấu trúc một bộ phận của cơ thể hoặc cải thiện chức năng của nó, phẫu thuật thẩm mỹ nhằm mục đích cải thiện vẻ ngoài. Cả hai kỹ thuật này đều được sử dụng trên toàn thế giới.

## Lịch sử

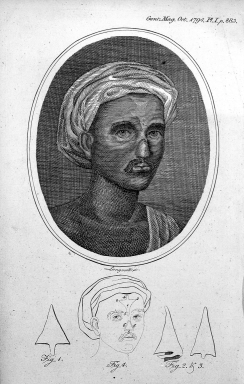
Phương pháp tái tạo mũi cổ xưa của Ấn Độ, được minh họa trên Tạp chí Quý ông, 1794

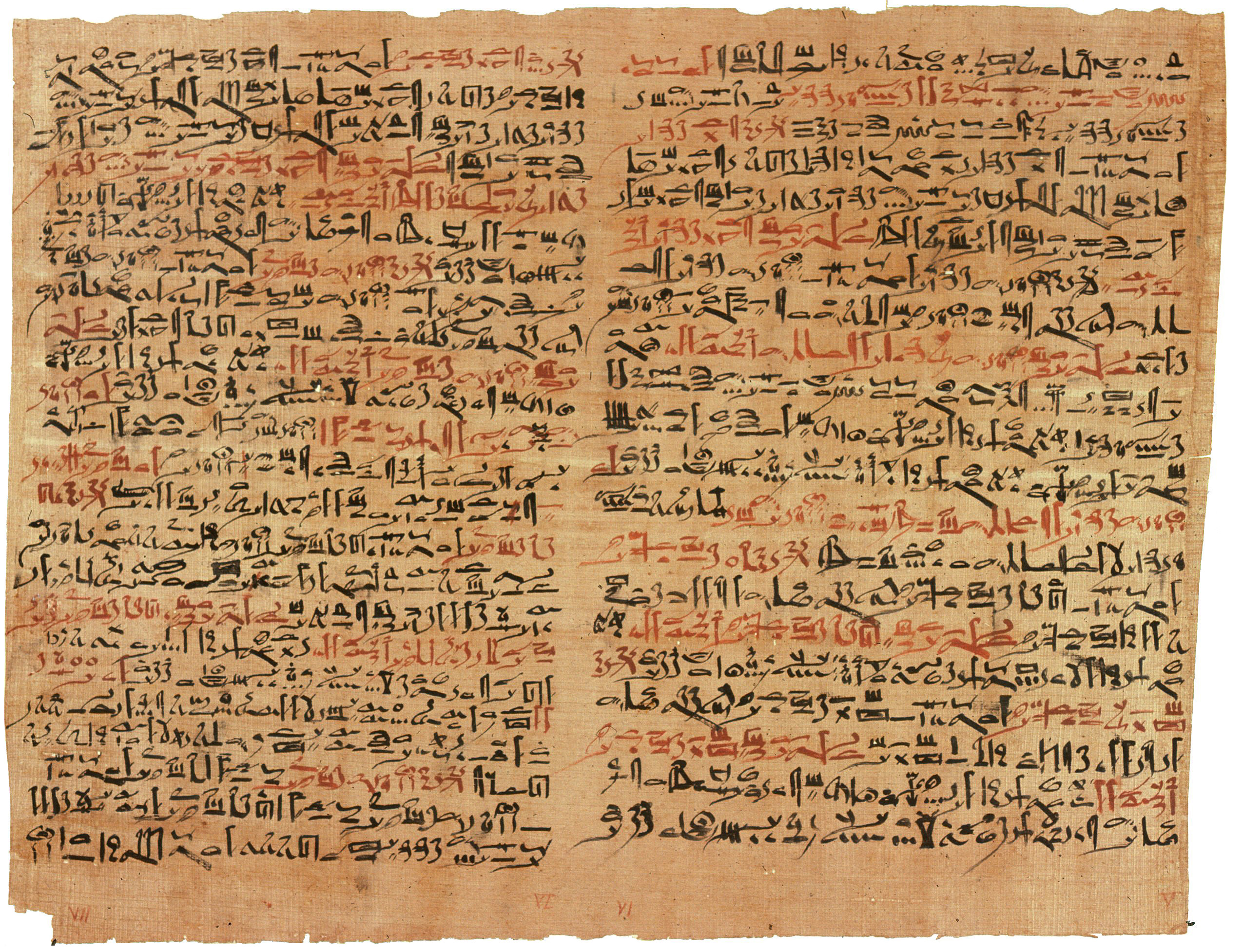
Phần vi & vii của giấy cói Edwin Smith tại Phòng sách hiếm, Học viện Y khoa New York

Phương pháp điều trị cho việc sửa chữa tính thẩm mỹ của mũi bị gãy lần đầu tiên được đề cập trong giấy cói Edwin Smith, một phiên mã của một văn bản cổ đại về y học Ai Cập, một trong những chuyên luận phẫu thuật được biết đến lâu đời nhất, ngày đến Old Kingdom 3000-2500 TCN. Kỹ thuật phẫu thuật tái tạo đã được thực hiện ở Ấn Độ vào năm 800 TCN. Sushruta là một bác sĩ có những đóng góp quan trọng trong lĩnh vực phẫu thuật thẩm mỹ và đục thủy tinh thể vào thế kỷ thứ 6 TCN. Các tác phẩm y tế của cả Sushruta và Charaka, ban đầu bằng tiếng Phạn, đã được dịch sang tiếng Ả Rập trong thời Abbasid Caliphate vào năm 750 TCN. Các bản dịch tiếng Ả Rập đã đến châu Âu thông qua các trung gian. Tại Ý, gia đình Branca  ở Sicily và Gaspare Tagliacozzi (Bologna) đã trở nên quen thuộc với các kỹ thuật của Sushruta.

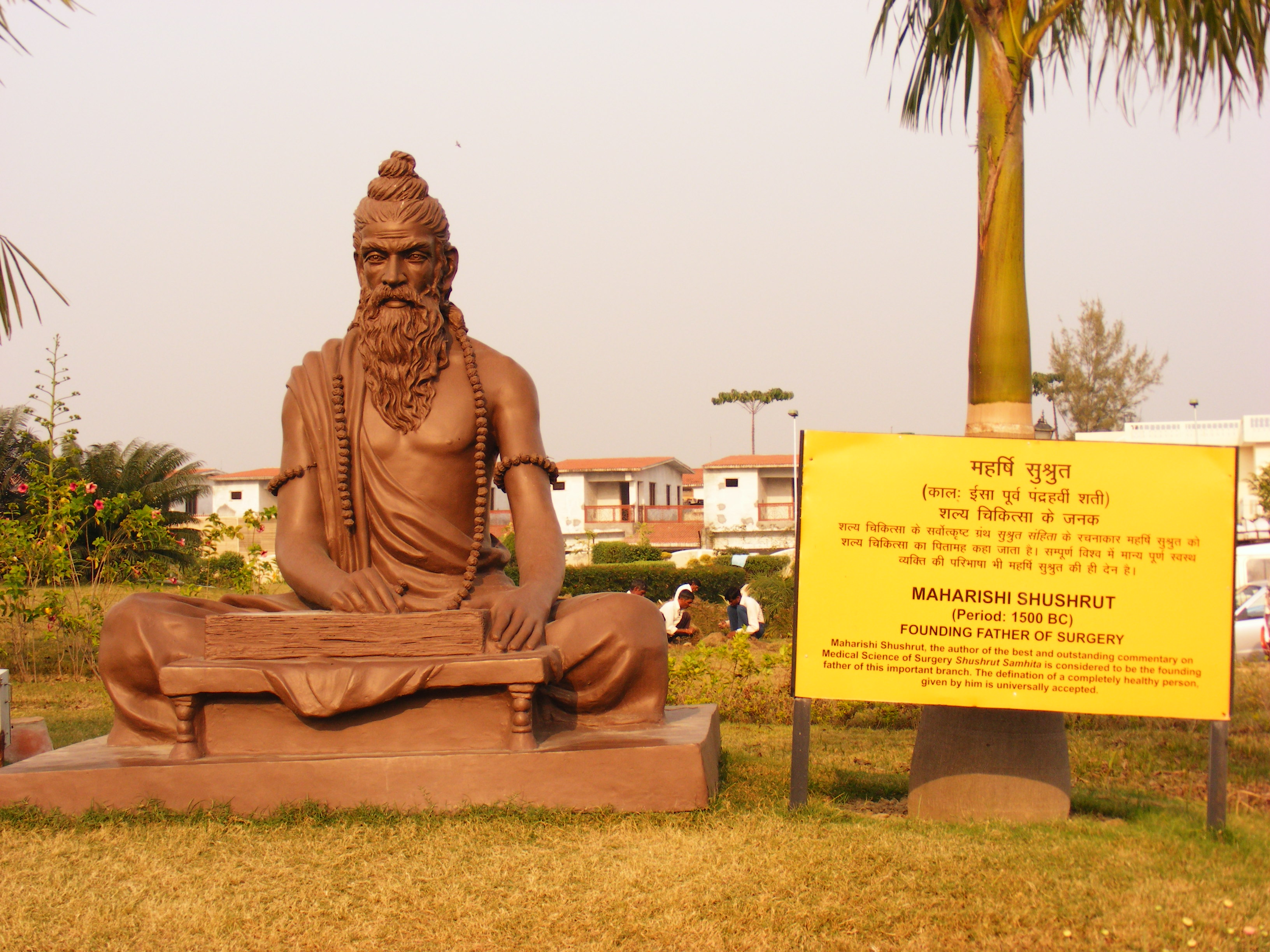
Tượng Sushruta, Cha đẻ của Phẫu thuật thẩm mỹ, tại Haridwar

Các bác sĩ người Anh đã tới Ấn Độ để xem phẫu thuật nâng mũi được thực hiện bằng phương pháp Ấn Độ. Các báo cáo về phẫu thuật nâng mũi Ấn Độ được thực hiện bởi Kumhar Vaidya đã được công bố trên Tạp chí quý ông vào năm 1794. Joseph Constantine Carpue đã dành 20 năm ở Ấn Độ để nghiên cứu các phương pháp phẫu thuật thẩm mỹ tại địa phương. Carpue đã có thể thực hiện cuộc phẫu thuật lớn đầu tiên ở thế giới phương Tây vào năm 1815. Các nhạc cụ được mô tả trong Sushruta Samhita đã được sửa đổi thêm trong thế giới phương Tây.

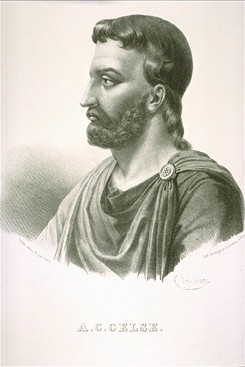
Học giả La Mã Aulus Cornelius Celsus đã ghi lại các kỹ thuật phẫu thuật, bao gồm cả phẫu thuật thẩm mỹ, vào thế kỷ thứ nhất sau Công nguyên.

Người La Mã cũng thực hiện phẫu thuật thẩm mỹ. Người La Mã đã có thể thực hiện các kỹ thuật đơn giản, như sửa chữa tai bị hư hỏng, từ khoảng thế kỷ 1 TCN. Vì lý do tôn giáo, họ không mổ xẻ con người hay động vật, do đó kiến thức của họ hoàn toàn dựa trên các văn bản của các bậc tiền bối Hy Lạp. Mặc dù vậy, Aulus Cornelius Celsus đã để lại một số mô tả giải phẫu chính xác đáng ngạc nhiên, một số trong đó - ví dụ, nghiên cứu của ông về cơ quan sinh dục và bộ xương - đặc biệt quan tâm đến phẫu thuật thẩm mỹ.
Trong 1465, cuốn sách của Sabuncu, mô tả và phân loại hypospadias là thông tin mới hơn và cập nhật. Cách địa phương hóa của thịt vùng niệu đạo được mô tả chi tiết. Sabuncuoglu cũng mô tả chi tiết mô tả và phân loại cơ quan sinh dục mơ hồ.   Ở giữa châu Âu giữa thế kỷ 15, Heinrich von Pfolspeundt đã mô tả một quy trình "tạo mũi mới cho một người thiếu nó hoàn toàn, vì những con chó đã nuốt nó" bằng cách gỡ da khỏi lưng cánh tay và khâu vết thương tại chỗ Tuy nhiên, vì những nguy hiểm liên quan đến phẫu thuật dưới mọi hình thức, đặc biệt là liên quan đến đầu hoặc mặt, phải đến thế kỷ 19 và 20, phẫu thuật như vậy mới trở nên phổ biến.
Cho đến khi việc sử dụng thuốc mê được thiết lập, các cuộc phẫu thuật liên quan đến các mô khỏe mạnh tạo ra đau đớn lớn. Nhiễm trùng từ phẫu thuật đã giảm bớt bằng cách giới thiệu các kỹ thuật vô trùng và khử trùng. Việc phát minh và sử dụng kháng sinh, bắt đầu với sulfonamid và penicillin, là một bước nữa để có thể phẫu thuật lựa chọn.
Năm 1793, François Chopart đã thực hiện thủ thuật phẫu thuật trên môi bằng một cái kẹp vào cổ. Năm 1814, Joseph Carpue đã thực hiện thành công thủ tục phẫu thuật cho một sĩ quan quân đội Anh bị mất mũi do tác dụng độc hại của phương pháp điều trị thủy ngân. Năm 1818, bác sĩ phẫu thuật người Đức Carl Ferdinand von Graefe đã xuất bản tác phẩm lớn của mình mang tên Rhinoplastik. Von Graefe đã sửa đổi phương pháp của Ý bằng cách ghép da miễn phí từ cánh tay thay vì vạt bàn chân bị trì hoãn ban đầu.
Bác sĩ phẫu thuật thẩm mỹ đầu tiên của Mỹ là John Peter Mettauer, người, vào năm 1827, đã thực hiện ca phẫu thuật hở hàm ếch đầu tiên với các dụng cụ do ông tự thiết kế. Năm 1845, Johann Friedrich Dieffenbach đã viết một văn bản toàn diện về phẫu thuật nâng mũi, có tựa đề là hoạt động Chirurgie, và đưa ra khái niệm mở lại để cải thiện vẻ ngoài thẩm mỹ của mũi tái tạo.
Năm 1891, bác sĩ tai mũi họng người Mỹ John Roe đã trình bày một ví dụ về công việc của mình: một phụ nữ trẻ mà ông đã cắt bỏ bướu mũi cho chỉ định thẩm mỹ. Năm 1892, Robert Weir đã thử nghiệm không thành công với xenogcraft (xương ức vịt) trong việc tái tạo mũi chìm. Năm 1896, James Israel, một bác sĩ phẫu thuật tiết niệu từ Đức, và vào năm 1889, George Monks của Hoa Kỳ từng mô tả việc sử dụng thành công phương pháp ghép xương tự do không đồng nhất để tái tạo khiếm khuyết mũi yên. Năm 1898, Jacques Joseph, bác sĩ phẫu thuật chỉnh hình người Đức, đã công bố ghi chép đầu tiên của mình về phẫu thuật hạ mũi. Năm 1928, Jacques Joseph đã xuất bản tác phẩm Nasenplastik und Sonstige Gesichtsplastik.

## Phát triển các kỹ thuật hiện đại

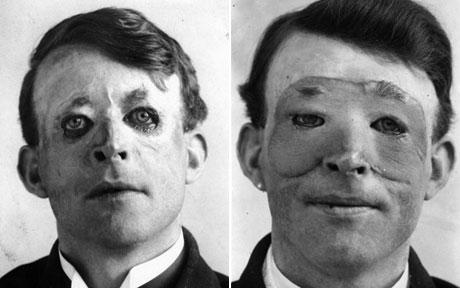
Walter Yeo, một thủy thủ bị thương tại Trận Jutland, được cho là đã phẫu thuật thẩm mỹ vào năm 1917. Bức ảnh cho thấy anh ta trước (trái) và sau (phải) được phẫu thuật cánh bởi Sir Harold Gillies.

Cha đẻ của phẫu thuật thẩm mỹ hiện đại thường được coi là Sir Harold Gillies. Một bác sĩ tai mũi họng người New Zealand làm việc tại London, ông đã phát triển nhiều kỹ thuật phẫu thuật khuôn mặt hiện đại trong việc chăm sóc những người lính bị biến dạng khuôn mặt trong Thế chiến thứ nhất.
Trong Thế chiến I, ông làm việc với tư cách là một cố vấn y tế với Quân đoàn Y tế Hoàng gia. Sau khi làm việc với bác sĩ phẫu thuật miệng và maxillofacial nổi tiếng của Pháp Hippolyte Morestin về ghép da, ông đã thuyết phục bác sĩ phẫu thuật trưởng của quân đội, Arbuthnot-Lane, thành lập một phòng điều trị chấn thương mặt tại Bệnh viện Quân đội Cambridge, Alderhot, sau đó nâng cấp lên một bệnh viện mới để sửa chữa khuôn mặt tại Sidcup năm 1917. Ở đó, Gillies và các đồng nghiệp đã phát triển nhiều kỹ thuật phẫu thuật thẩm mỹ; hơn 11.000 ca phẫu thuật đã được thực hiện trên hơn 5.000 người đàn ông (chủ yếu là binh sĩ bị thương ở mặt, thường là do vết thương do súng bắn).Sau chiến tranh, Gillies đã phát triển thực hành y tế tư nhân với Rainsford Mowlem, bao gồm nhiều bệnh nhân nổi tiếng và thực hiện đi du lịch rộng rãi để quảng bá các kỹ thuật tiên tiến của mình trên toàn thế giới.
Vào năm 1930, anh em họ của Gillies, Archibald McIndoe, đã tham gia thực hành và tập trung vào phẫu thuật thẩm mỹ. Khi Thế chiến II nổ ra, việc thực hiện phẫu thuật thẩm mỹ phần lớn được phân chia giữa các dịch vụ khác nhau của các lực lượng vũ trang, và Gillies đã bị tách rời khỏi các người khác trong nhóm của ông. Bản thân Gillies đã được gửi đến Rooksdown House gần Basingstoke, nơi trở thành đơn vị phẫu thuật thẩm mỹ chính của quân đội; Tommy Kilner (người đã làm việc với Gillies trong Thế chiến thứ nhất, và hiện đang có một dụng cụ phẫu thuật mang tên ông, thiết bị căng má lò xo), đã đến Bệnh viện Queen Mary, Roehampton, và Mowlem đến St Albans. McIndoe, cố vấn của RAF, chuyển đến Bệnh viện Queen Victoria mới được xây dựng lại ở East Grinstead, Sussex và thành lập một Trung tâm Phẫu thuật Hàm thẩm mỹ. Ở đó, ông điều trị các vết bỏng rất sâu, và biến dạng nghiêm trọng trên khuôn mặt, chẳng hạn như mất mí mắt, điển hình của những trường hợp các phi công bị bỏng do nhiên liệu bị đốt cháy.
McIndoe thường được công nhận không chỉ với phát triển các kỹ thuật mới để điều trị mặt và tay bị bỏng nặng mà còn nhận ra tầm quan trọng của việc phục hồi thương vong và đặc biệt là tái hòa nhập xã hội trở lại cuộc sống bình thường. Ông đã vứt bỏ "đồng phục nghỉ dưỡng" và để bệnh nhân sử dụng đồng phục riêng của họ. Với sự giúp đỡ của hai người bạn, Neville và Elaine Blond, ông cũng đã thuyết phục được người dân địa phương hỗ trợ bệnh nhân và mời họ đến nhà của họ để chăm sóc. McIndoe liên tục gọi họ là "chàng trai của mình" và các nhân viên gọi anh ta là "Ông chủ" hoặc "Maestro".  
Công việc quan trọng khác của ông bao gồm phát triển phương pháp ghép da đi bộ và phát hiện ra rằng ngâm trong nước muối thúc đẩy quá trình chữa lành cũng như cải thiện tỷ lệ sống sót cho các nạn nhân bị bỏng rộng - đây là một khám phá tình cờ được rút ra từ việc quan sát tỷ lệ chữa lành khác biệt ở những người phi công khi họ rơi xuống đất và xuống biển. Các phương pháp điều trị thử nghiệm triệt để của ông đã dẫn đến sự hình thành Câu lạc bộ Guinea Pig tại Bệnh viện Queen Victoria, Sussex. Trong số các thành viên nổi tiếng của "câu lạc bộ" này có Richard Hillary, Bill Foxley và Jimmy Edwards. 